# Jøa

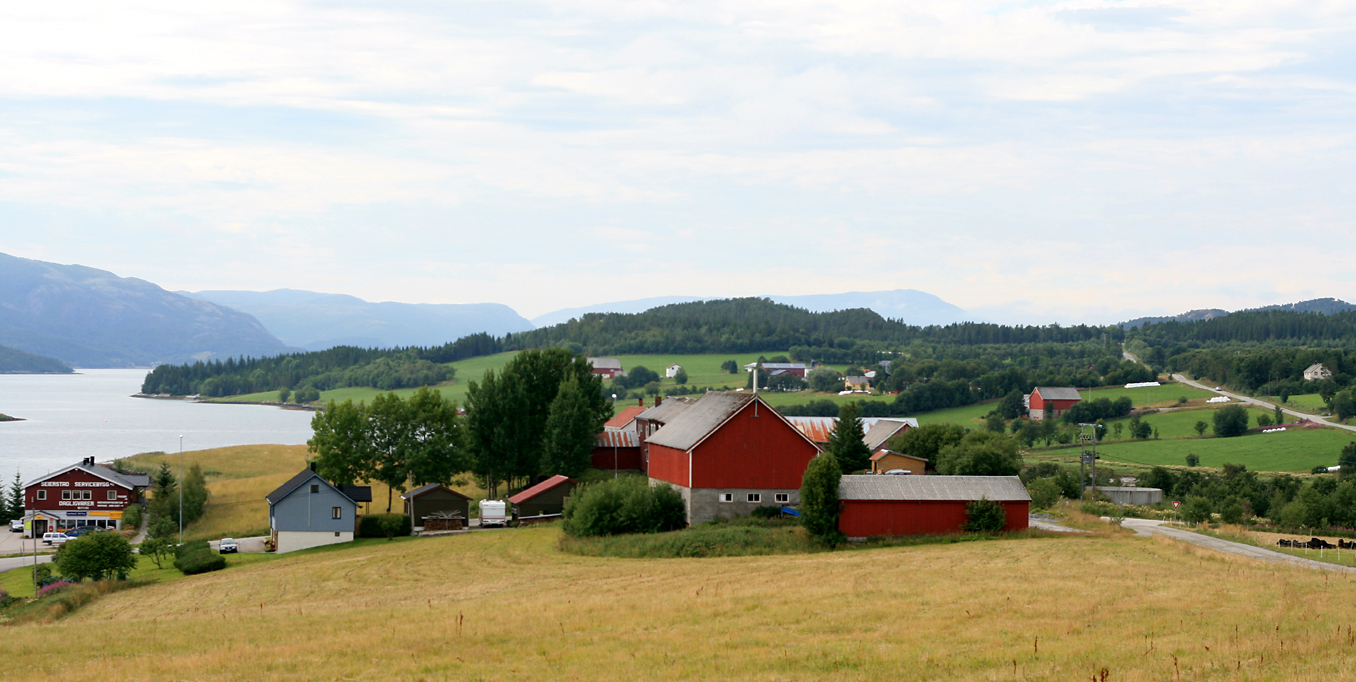
Seierstad på Jøa.

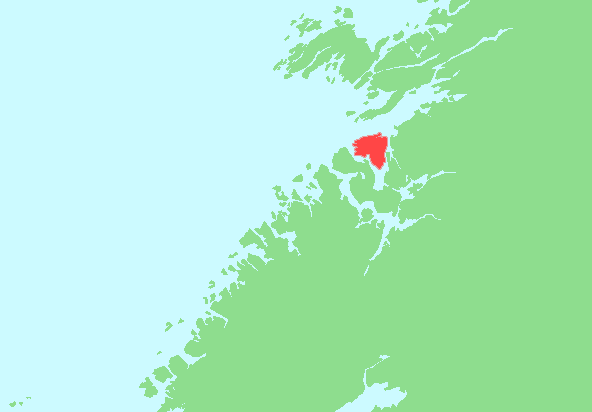
Jøas läge.

Jøa är en ö i Namsos kommun i Trøndelag fylke i Norge. Ön har en yta på 55,3 kvadratkilometer. Det gamla kommunhuset för den tidigare kommunen Fosnes ligger i byn Dun på Jøa. Den norske författaren Olav Duun är född på ön. Öns högsta punkt är Moldvikfjellet, på 297 meter över havet.